# Citronex
Citronex – polskie rodzinne przedsiębiorstwo wielobranżowe z siedzibą w Zgorzelcu założone w roku 1988. Citronex zajmuje się m.in. logistyką i importem bananów, produkcją i dystrybucją pomidorów, transportem i spedycją, a także prowadzi stacje paliw (w tym LNG), myjnie, hotele, restauracje i supermarkety.
Firmą zarządza Artur Toronowski, Barbara Zarzecka, Rafał Zarzecki oraz Robert Zarzecki.

## Historia

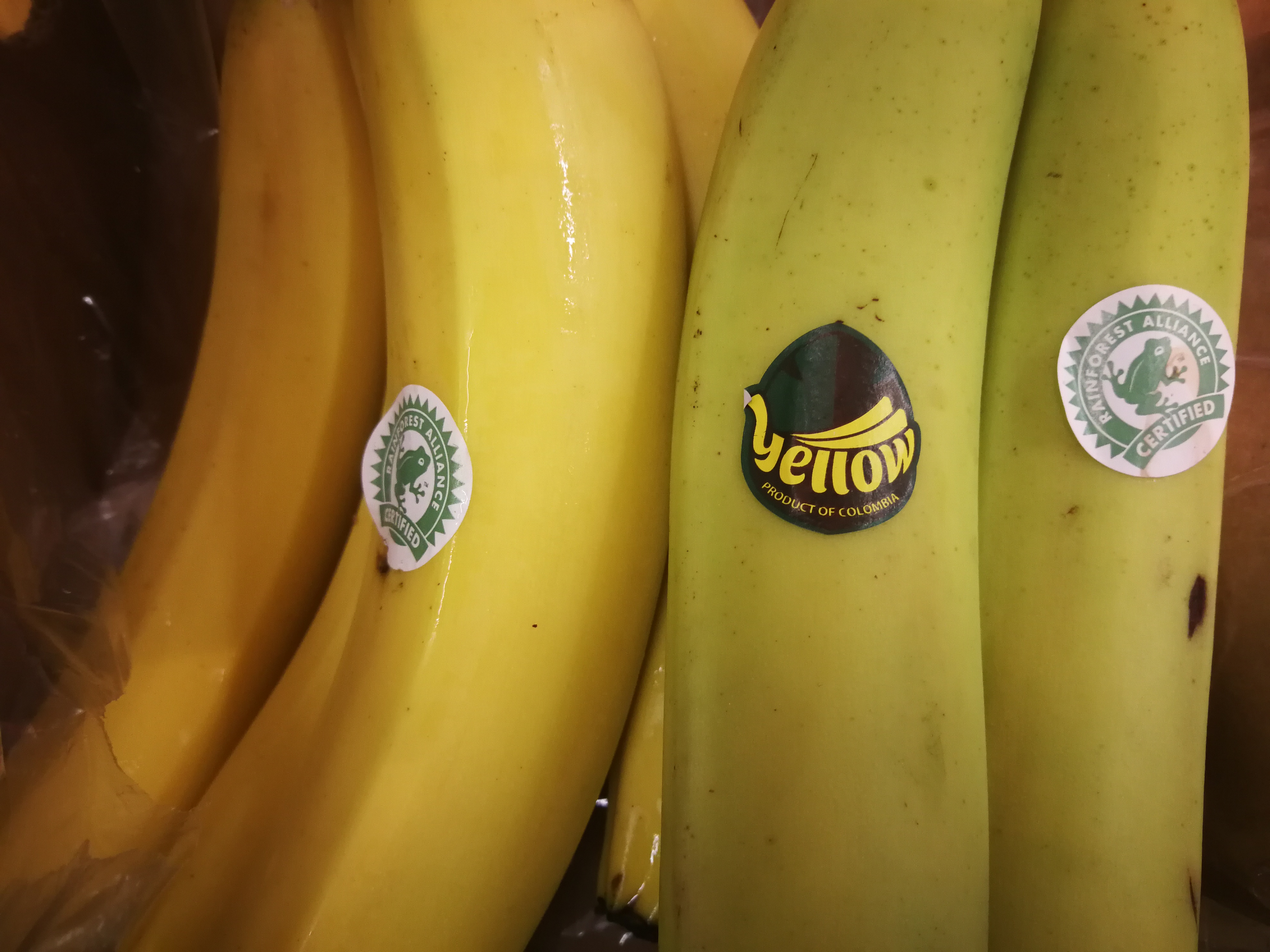
Banany marki yellow

W 1988 powstało niewielkie przedsiębiorstwo importujące owoce cytrusowe. W 1993 Citronex zbudował w Zgorzelcu pierwsze własne komory dojrzewalni bananów, a w 1997 podpisał pierwsze kontrakty na import tych owoców z Ameryki Południowej. Od 1998 grupa Citronex rozpoczęła budowę sieci myjni samochodowych dla ciężarówek a od 2006 także stacji paliw. W roku 2010 Citronex utworzył spółkę Polskie Pomidory S.A. nastawionej na uprawę warzyw oraz zakupił spółkę PPO Siechnice. W 2013 otwarto pierwszą stację paliw pod własną nazwą "Dyskont Paliwowy". W roku 2017 Citronex wprowadził na rynek nową markę bananów pod nazwą "Yellow", które oferowane były m.in. w takich sieciach jak: Biedronka, Tesco, Kaufland, Polo Market, Market Dino, Mila, Żabka, Eurocash oraz eksportowane do Rumunii, na Litwę, Łotwę, Słowację i do Czech. Przychody Citronexu w 2017 r. sięgnęły 887 mln zł. a w 2018 przekroczyły miliard.
W 2017 Artur Toronowski z synami był sklasyfikowany na 88. miejscu na liście 100 najbogatszych Polaków tygodnika „Wprost” z majątkiem oszacowanym na 350 mln zł.

## Przedsiębiorstwo Citronex
Do firmy Citronex należą:
- Citronex I Sp. z o.o.

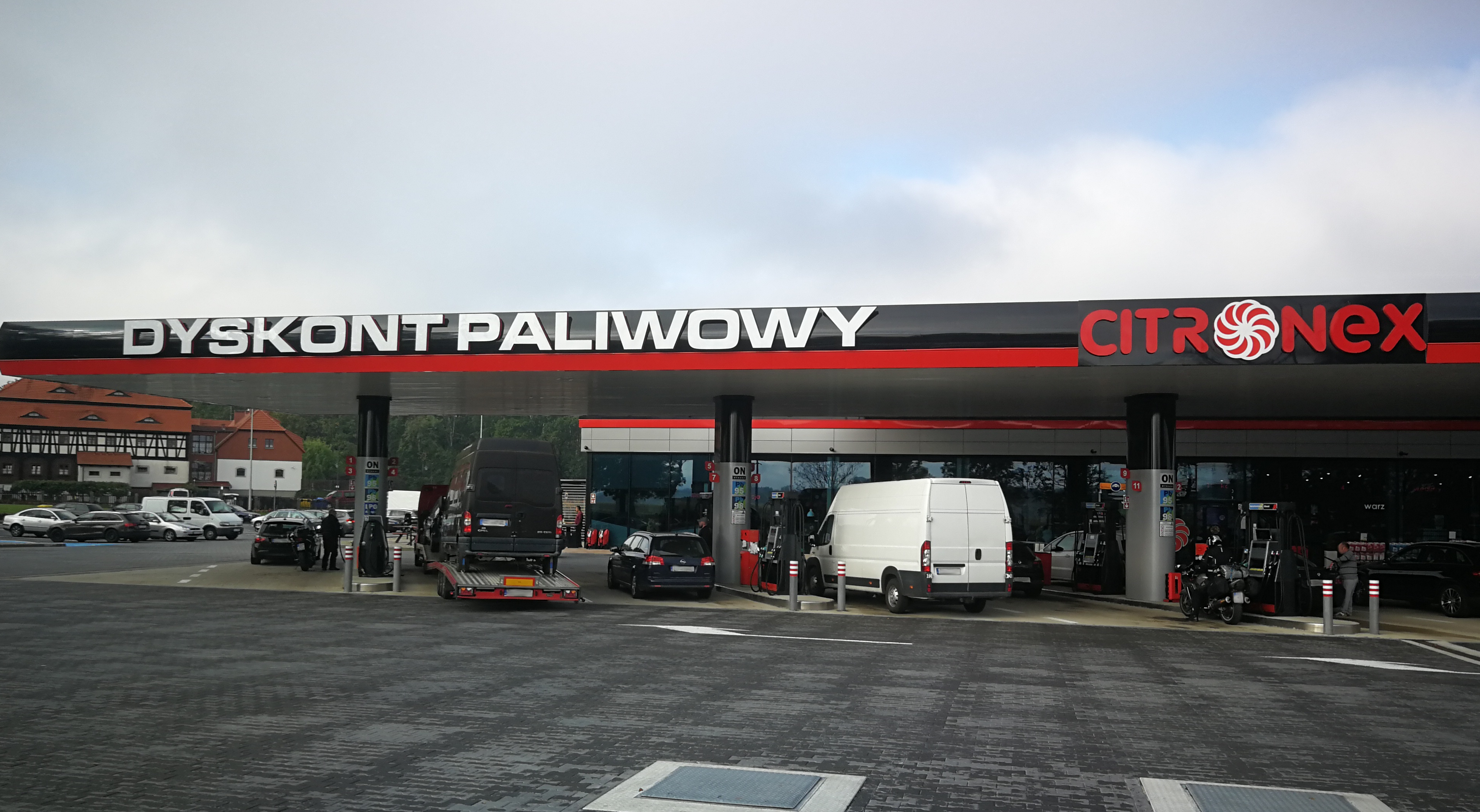
Stacja paliw w Zgorzelcu

- Citronex MOP Spółka z ograniczoną odpowiedzialnością Sp. k.
- Polskie Pomidory S.A.[8]
- PPO Siechnice Sp. z o.o.
- Citronex Trans Logistic Sp. z o.o.
- Citronex Trans Energy Sp. z o.o.[9]
- Route A4 Sp. z ograniczoną odpowiedzialnością Sp. k.
- Citro Invest Sp. z o.o.
- Citrofruit Sp. z o.o.
- Port 2010 A. Hödel-Senán R. Zarzecki Sp. Jawna

## Nagrody i wyróżnienia
- 2014 – wyróżnienie w rankingu Filary Polskiej Gospodarki przygotowanego przez „Puls Biznesu”[10]
- 2014 – Dyskont Paliwowy Citronex w Zgorzelcu zwyciężył w kategorii "Niezależna stacja benzynowa" w konkursie Forum Rynku Paliwowego PetroTrend 2014[11]
- 2016 – zwycięzca konkursu – stacja benzynowa roku 2016 portalu petrolnet.pl. Dyskont Paliwowy Citronex Siechnice zwyciężył w kategoriach "Nowy Obiekt", "Niezależna Stacja Benzynowa" oraz "Sklep na Stacji Benzynowej"[12]
- 2019 – 1. miejsce w kategorii Dużych Diamentów Forbesa w województwie dolnośląskim[13]

## Kontrowersje

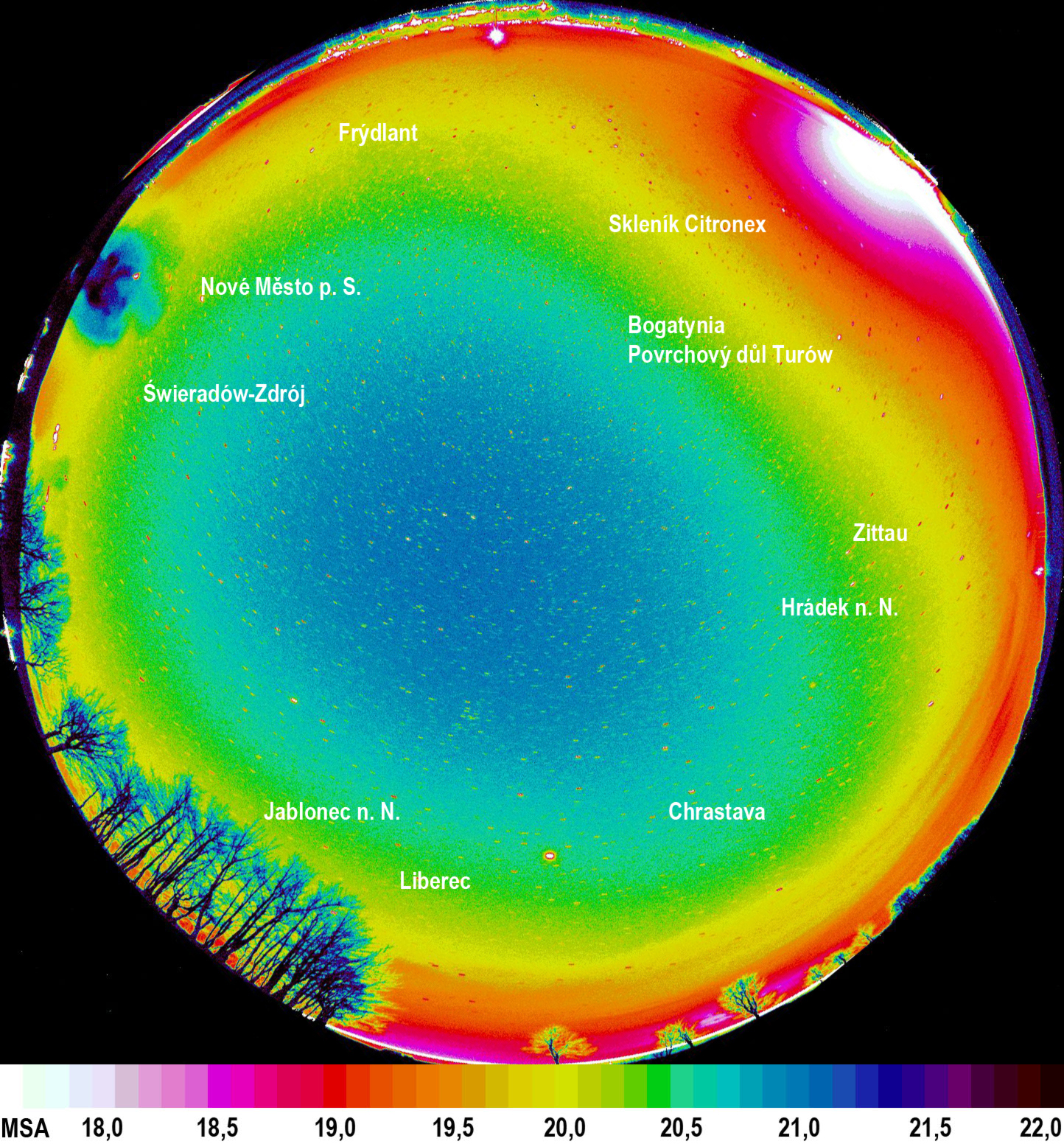
Smog świetlny nad szklarniami Citronexu widziany z Czech (luty 2016)

Uruchomienie szklarniowej produkcji pomidorów w pobliżu czeskiej granicy, obok elektrowni w Bogatyni, wywołało protesty tamtejszych ekologów i astronomów. Poświata spowodowana doświetlaniem roślin widoczna była nawet z kilkudziesięciu kilometrów. W wyniku protestów Citronex zainstalował specjalne rolety ograniczające powstawanie świetlnego smogu. Podobne problemy z zanieczyszczaniem nocnego nieba światłem zauważyli mieszkańcy Siechnic, gdzie Citronex rozpoczął doświetlanie 43 hektarowej plantacji pomidorów.